# Obolcola decisa
Obolcola decisa är en fjärilsart som beskrevs av W. Warren 1914. Obolcola decisa ingår i släktet Obolcola och familjen mätare. Inga underarter finns listade i Catalogue of Life.